# Оздятичівська сільська рада
Оздятичівська сільська рада (біл. Азьдзяціцкі сельсавет сельсавет) — колишня адміністративно-територіальна одиниця в складі Борисовського району розташована в Мінській області Білорусі. Адміністративним центром було село — Оздятичі.
Оздятичівська сільська рада розташована була на межі центральної Білорусі, на північному сході Мінської області орієнтовне розташування — супутникові знімки, на північний захід від районного центру Борисова.
Рішенням Мінської обласної ради депутатів від 28 травня 2013 року, щодо змін адміністративно-територіального устрою Мінської області, сільську раду було ліквідовано.
До складу сільради входили 13 населених пунктів: Забер'я • Кам'янка • Клипенка • Колки • Лавниця • Маталига • Мулище • Оздятичі • Студенка • Чернівка.